# Монтана (фильм, 1998)
«Монтана» (англ. Montana) — фильм США 1998 года.

## Сюжет
Клэр (Кира Седжвик) — профессиональный киллер, которую пытается «убрать» собственная организация. Её «босс» (Робби Колтрэйн) даёт ей задачу найти «беглянку» Китти (Робин Танни). Найдя её, Клэр не может помешать Китти убить сына своего босса (Этан Эмбри).

## В ролях
- Кира Седжвик — Клэр Кельски
- Стэнли Туччи — Николас «Ник» Рот
- Робин Танни — Китти
- Робби Колтрейн — Босс
- Джон Риттер — Доктор Векслер
- Этан Эмбри — Джимми
- Филип Сеймур Хоффман — Дункан
- Марк Бун, мл. — Стикс